# スタンダード・ナンバー (南佳孝の曲)
「スタンダード・ナンバー」は、南佳孝の楽曲。1984年4月21日に通算17作目のシングルとして発売された。発売元はCBS・ソニー。

## 概要・背景
表題曲は、全日空「'84 青春ブランド沖縄」のキャンペーン・イメージソングとして使用された。タイトルの由来は、ジャズのスタンダードを好む南が、自身のスタンダードとなる曲を作りたかったという理由から来ている。後日南はオリコン・ニュースのインタビューで、「僕の永遠の目標はスタンダードナンバーを1曲でも多く作ることなんです。何十年たってもいい曲だって言われて、たくさんの人が歌ってくれるような曲を1曲でも多く作りたいというのはデビューの頃から言ってました。歌詞やメロディーやアレンジが良ければ絶対に曲は残ると思ってますから、そこは妥協なくやっていますね。」と語っている。
この曲は薬師丸ひろ子がカバーしており、詞の内容およびタイトルを「メイン・テーマ」と変更し、本作の約1か月後にシングルとしてリリースされた。同曲は薬師丸が主演した同題の映画『メイン・テーマ』の主題歌となった。詞の内容は、「スタンダード・ナンバー」が男性の目線で書かれているのに対し、「メイン・テーマ」の方は女性の目線で書かれた心情が歌われている。なお、この2曲は同じシチュエーションで書かれており、合わせて聴くと一組のカップルによるラブストーリーだと分かるものとなっている。どちらも編曲は大村雅朗によるものだが、演奏は大きく異なっている。
中森明菜が2015年1月に発売されたカバー・アルバム『歌姫4 -My Eggs Benedict-』の中でこの曲をカバーしている。
B面曲「眠りの坂道」は、薬師丸のアルバム『古今集』に提供した曲のセルフカバーで、一部歌詞が変更されている。

## 収録曲
| 全作曲: 南佳孝。 |                            |            |            |          |      |
| #                | タイトル                   | 作詞       | 作曲・編曲 | 編曲     | 時間 |
| A.               | 「スタンダード・ナンバー」 | 松本隆     | 南佳孝     | 大村雅朗 | 3:35 |
| B.               | 「眠りの坂道」             | 来生えつこ | 南佳孝     | 井上鑑   | 3:34 |
| 合計時間:        | 合計時間:                  | 合計時間:  | 合計時間:  | 7:09     |      |

## タイアップ
| タイトル               | CM                                                       |
| ---------------------- | -------------------------------------------------------- |
| スタンダード・ナンバー | 全日空 '84 青春ブランド沖縄 キャンペーン・イメージソング |